# ازیریس (فیلم)
«ازیریس» (کنادا: ಉಸಿರೇ) یک فیلم است که در سال ۲۰۰۱ منتشر شد.